# Der verzauberte See
Der verzauberte See ist ein Märchen. Es ist in den Irischen Elfenmärchen der Brüder Grimm an Stelle 26 enthalten, die sie 1825 aus Fairy legends and traditions of the South of Ireland von Thomas Crofton Croker übersetzten.

## Inhalt
Ein See in Westirland hat den Ruf, dass dort junge Leute verschwanden. Der junge Roderich Keating verliert dort seinen in Limerick neuerstandenen Trauring, als er ihn Freunden zeigt, die ihm um die Treue seiner Geliebten Gretchen Honau Angst machen wollen. Der dumme, unschuldige Paddin wagt als einziger, für den zehnfachen Wert danach zu tauchen. Er trifft die ertrunkenen Jünglinge, die arbeiten und die schöne Hausherrin besingen. Sie ist dick und hässlich, aber gibt ihm den Ring, weil sie meint, er wolle sie heiraten. Er vertröstet sie und bringt Roderich den Ring.

## Anmerkung
Nach Grimm: Zum Ring im See vgl. viele irische Sagen, z. B. „Miss Brookes Relics of irish poetry p. 100.“ Sonst vgl. KHM 24 Frau Holle mit den großen Zähnen. In Hessen rufen Kinder bei Schnee „Frau Holle macht ihr Bett, die Federn fliegen“, in Irland „Die Schotten rupfen ihre Gänse!“.
Ob ein Bezug zu Anatoli Konstantinowitsch Ljadows Orchesterwerk Der verzauberte See bestehen könnte, ist unklar.
Eine ähnliche Handlung hat das bretonische Märchen Die Groac'h von der Insel Lok.